# Глантан-Ист

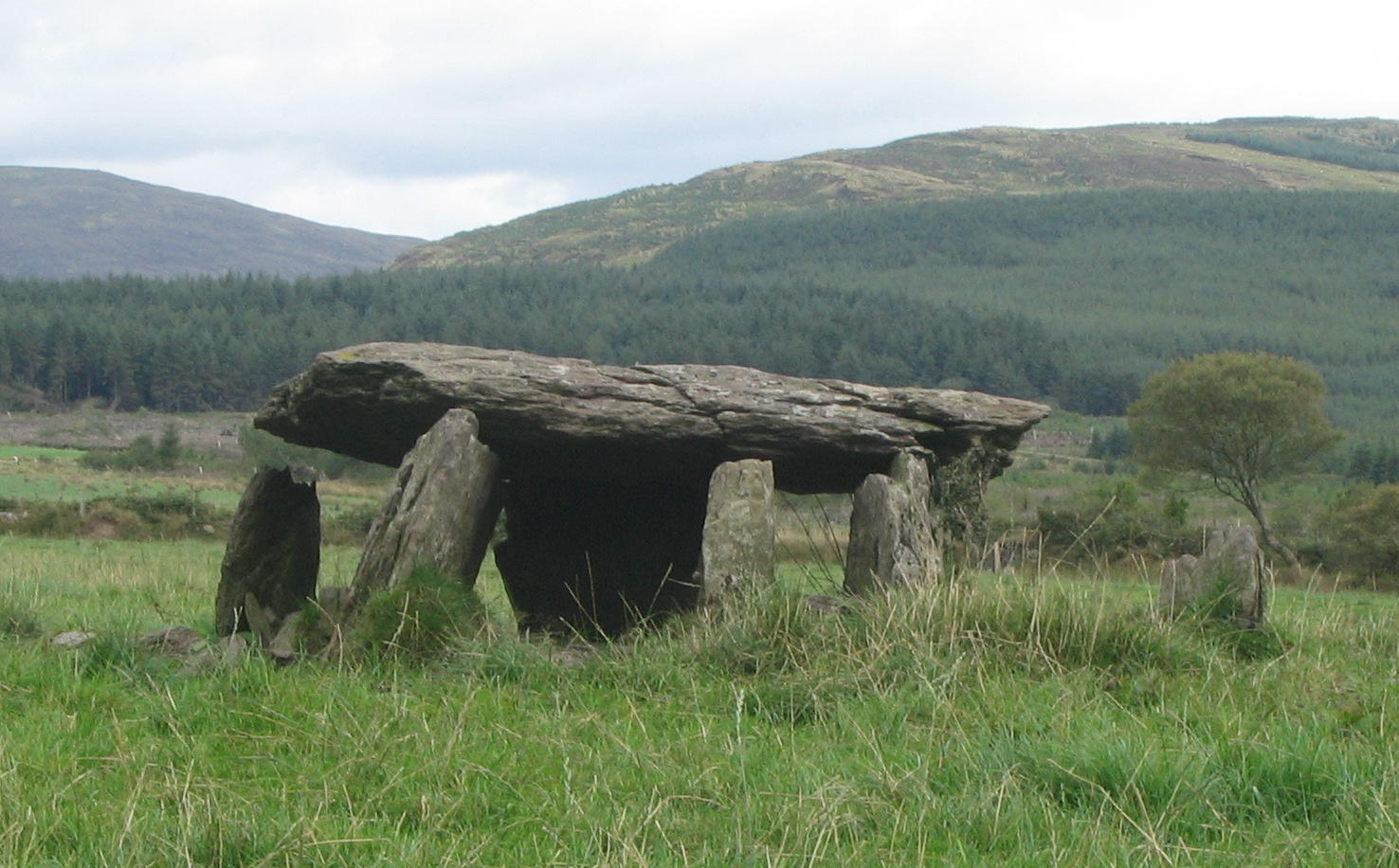
Клиновидная гробница

Глантан-Ист (Глэнтейн-Ист; англ. Glantane East, ирл. an Gleanntán Thoir) — комплекс мегалитических сооружений, расположенный в 6,4 км от г. Миллстрит в графстве Корк (Ирландия) в долине реки Кил на северо-западных верхних склонах горы Машерабег в микрорайоне (townland) Глэнтэн.
Основные достопримечательности комплекса:
- клиновидная галерейная гробница (дольмен): известна под местным прозвищем «Флаги», по высоте составляет 90 см. Камень-крыша имеет длину 2,4 м, он покоится на двух боковых и одном заднем опорном камне. Сохранилась часть древнего двойного ограждения из камней; небольшой камень высотой 40 см стоит между двух боковых камней[1].
- каменный круг (кромлех): расположен по соседству с клиновидным дольменом. Диаметр кромлеха составляет почти 5 метров. Пять камней стоят, шесть повалены, причём часть упала в окружающий ров, частично выложенный камнями. Посреди каменного круга имеется крупное отверстие, где, как предполагается, находился либо валун, либо погребение под валуном[1]. Высота камней, образующих кромлех, составляет от 0,5 до 1 метра. Кромлех окружён рвом шириной в 2,5 метра с низкой насыпью. Два высоких столбообразных камня расположены вдоль наружной стороны рва, в 8 метрах к юго-востоку от круга. Камни были подняты в 1994 г., однако позднее один из них снова упал[2].

Комплекс также включает ещё один каменный круг и две каменных композиции (stone alignments).